# Cykeltidningen Kadens
Cykeltidningen Kadens är en svensk tidskrift om cykelsport med ca 50 000 läsare. Den startades 2003 av David Elmfeldt, Roberto Vacchi,  Andreas Danielsson, Lasse Strand och Stefan Larsén. Inriktningen är i huvudsak landsvägscykling, mountainbike och friåkning. 2012 bytte tidningen namn till Bicycling efter ett inledande samarbete med Bicycling USA som är världens största cykeltidning.  